# Biologia teorica
La biologia teorica (nota anche come biologia matematica o biomatematica) è la branca della biologia che utilizza metodi matematici per studiare i sistemi biologici. Il termine è utilizzato in contrapposizione con quello di biologia sperimentale, nella quale si conducono esperimenti empirici per dimostrare e validare le teorie scientifiche.
Per via della complessità dei sistemi biologici, la biologia teorica utilizza molteplici metodi matematici ed ha stimolato la produzione di nuove tecniche quantitative.